# Бартоломео Граденіго
Бартоломео Граденіго (італ. Bartolomeo Gradenigo) — 53-й венеційський дож.

## Життєпис

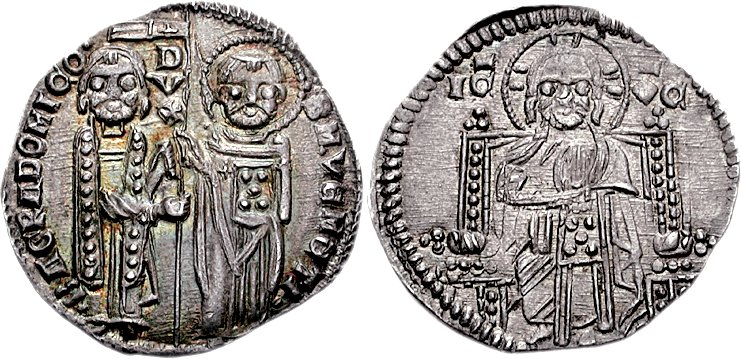
Срібне венеційське гроссо Бартоломео Граденіго

Народився Бартоломео Граденіго у шляхетній іменитій родині, однієї з так званих «дванадцяти апостольських». Був сином Маріно Граденіго, герцога (намісника) Криту. 
Зробив кар'єру удачливого і багатого купця, починаючи з комерційних операцій на Сході. Був подеста у Рагузі (у 1308–1309, 1311–1312, 1318–1320 роках) та Каподістрії, виконував обов'язки прокуратора у Венеції. Мав великий потяг до розкоші. Тричі був одружений, мав шістьох дітей.
Був обраний дожем 7 листопада 1339 року 31 - 41 голосів в Раді сорока. Його нетривале правління було досить мирним, ознаменувалося лише повстанням на острові Крит і декількома турецькими вторгненнями. Воно також характеризувалося деякими дипломатичними кроками щодо Генуї. При цьому він відзначився постійним використанням свого впливу для збагачення себе та своєї родини, що його прозвали «дожем-настирником».
Найважливішою подією була буря, яка обрушилася на Венецію 15 лютого 1340 року і яка, за легендою, була заспокоїлася лише завдяки надприродному заступництву Святого Марка, Святого Георгія та Святого Миколая, принесених до лагуни рибалкою. Після того, як буря вщухла, три святі подарували рибалці каблучку під назвою «Каблучка рибалки», який він подарував дожам, і з того часу він є частиною коштовностей дожів.
Бартоломео Граденіго помер 28 грудня 1342 року і був похований у Соборі Святого Марка.